# Provincia di Atalaya
La provincia di Atalaya è una provincia del Perù, situata nella regione di Ucayali.

## Data di fondazione
La provincia è stata istituita il 1º giugno 1982.

## Superficie e popolazione
- 38924,43 km²
- 38 105 abitanti (inei2005)

## Geografia antropica

### Suddivisioni amministrative
È divisa in quattro distretti (comuni):
- Raymondi
- Sepahua
- Tahuanía
- Yurua